# Aartsbisdom Bloemfontein
Het aartsbisdom Bloemfontein (Latijn: Archidioecesis Bloemfonteinensis) is een rooms-katholiek aartsbisdom met als zetel Bloemfontein, een van de drie officiële hoofdsteden van Zuid-Afrika.

## Geschiedenis
Het aartsbisdom werd opgericht op 11 januari 1951, uit de apostolische vicariaten Aliwal en Kimberley. 

## Parochies
In 2018 telde het aartsbisdom 49 parochies. Het aartsbisdom had in 2018 een oppervlakte van 64.393 km2 en telde 796.275 inwoners waarvan 15,8% rooms-katholiek was.

## Suffragane bisdommen
Bloemfontein heeft vier suffragane bisdommen, waarmee het een kerkprovincie vormt:
- Bisdom Bethlehem
- Bisdom Keimoes-Upington
- Bisdom Kimberley
- Bisdom Kroonstad

## Bisschoppen
- Herman Joseph Meysing (11 januari 1951 - 25 juni 1954)
- William Patrick Whelan (18 juli 1954 - 10 februari 1966)
- Joseph Patrick Fitzgerald (6 augustus 1966 - 24 januari 1976)
- Peter Fanyana John Butelezi (27 april 1978 - 10 juni 1997)
- Buti Joseph Tlhagale (2 januari 1999 - 8 april 2003)
- Jabulani Adatus Nxumalo (10 oktober 2005 - 1 april 2020)
- Zolile Peter Mpambani (1 april 2020 - heden)